# Sitta europaea
Il picchio muratore (Sitta europaea Linnaeus, 1758) è un uccello passeriforme della famiglia Sittidae.
Misura circa 14 cm di lunghezza per 22-25 g di peso.
Il piumaggio è vivace, grigio-blu sul capo, sul dorso, le ali e la coda, mentre l'addome è color arancio. Le guance e la gola sono bianche; una striscia nera attraversa gli occhi fino ad arrivare al becco nero, lungo, appuntito e molto robusto. La coda e le zampe sono relativamente corte.

## Distribuzione e habitat
È diffuso in quasi tutta l'Europa centro-occidentale e meridionale e in alcune zone del Nordafrica e del Medio-oriente. In Italia è diffuso ovunque, tranne che in Sardegna.

Vive nei boschi di latifoglie, più difficilmente nei boschi di conifere, ma è possibile incontrarlo nei parchi, giardini e frutteti in prossimità dei centri abitati.

## Biologia
Il volo non è rapido ma piuttosto leggero. La particolarità del picchio muratore consiste nell'arrampicarsi (anche a testa ingiù) sui tronchi degli alberi con rapide corse a spirale, aiutandosi con la coda.

È una specie stanziale.

### Riproduzione

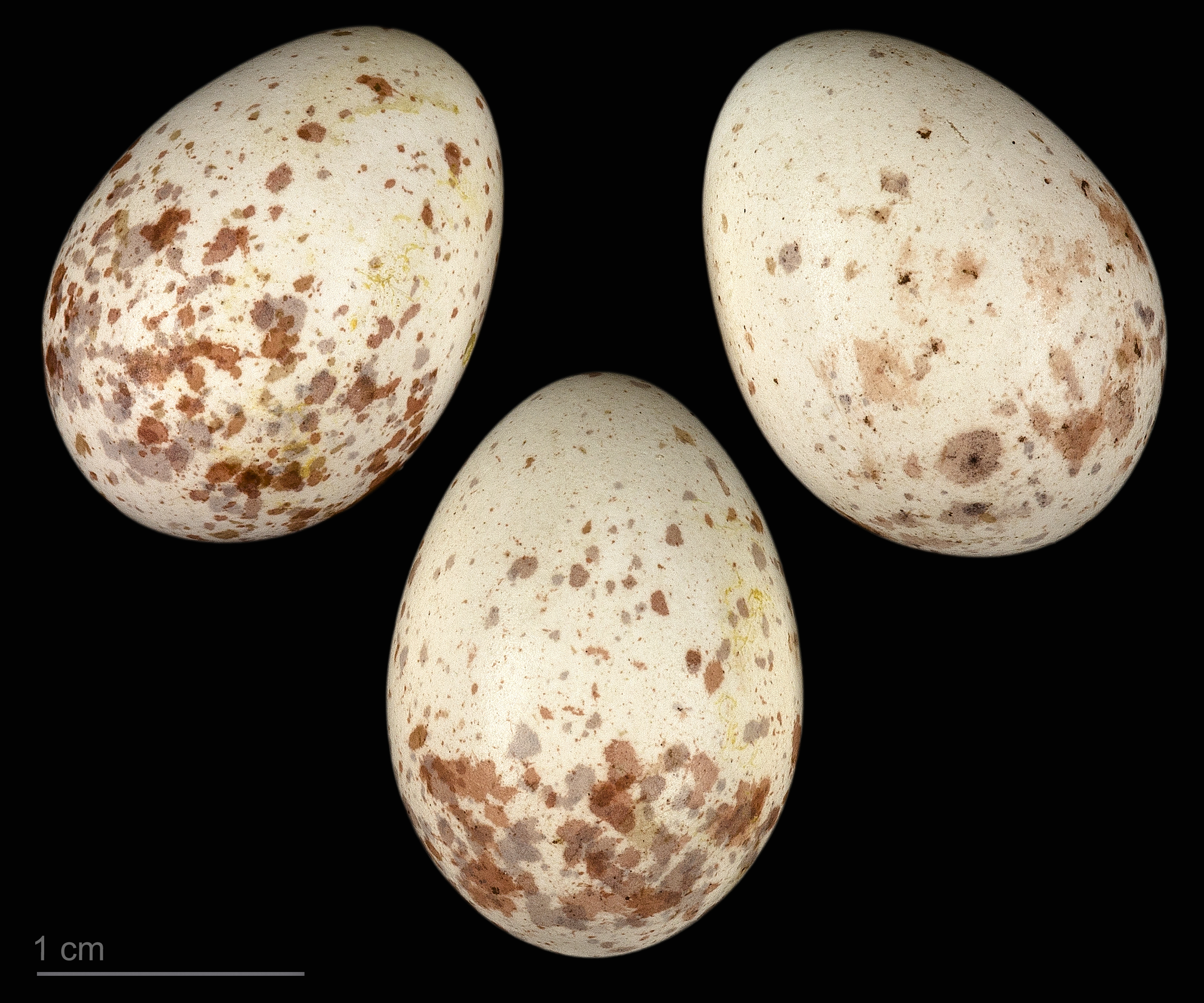
Uovo di Sitta europaea - Museo di Tolosa

La riproduzione inizia ad aprile ed il nido viene costruito nelle cavità resistenti di alberi o muri. Se il foro d'ingresso è troppo grande, il picchio muratore lo riduce di dimensioni, applicando un impasto di fango e saliva che una volta secco risulta molto resistente (da cui deriva la seconda parte del suo nome).

La femmina depone 5-10 uova bianche con piccoli puntini rossastri, che vengono covate per circa 15 giorni.

I piccoli vengono allevati da entrambi i genitori fino alla completa autosufficienza, che in genere avviene dopo circa 24 giorni dalla schiusa.

### Alimentazione
Il picchio muratore è prevalentemente insettivoro in primavera ed estate. Per i restanti mesi si nutre di semi, noci, ghiande e frutta. Apre le noci e le ghiande “picchiandole” con il becco dopo averle incastrate nella corteccia degli alberi, ecco perché è stato denominato picchio (il suo nome inglese è infatti Nuthatch, che significa "apri noci").

### Canto
È un uccello dal canto molto frequente e vivace simile a un tui-tui-tui.

## Galleria d'immagini

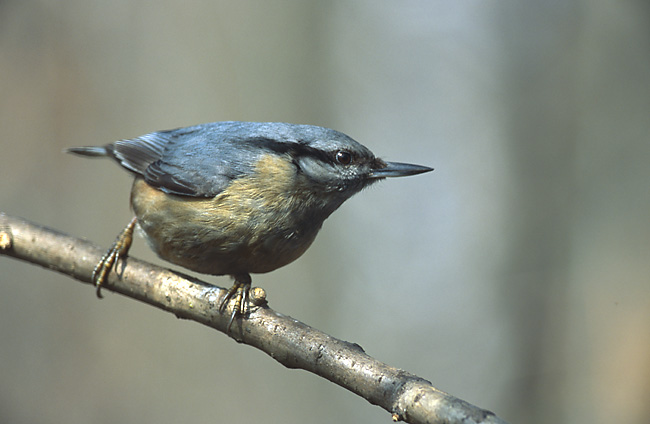
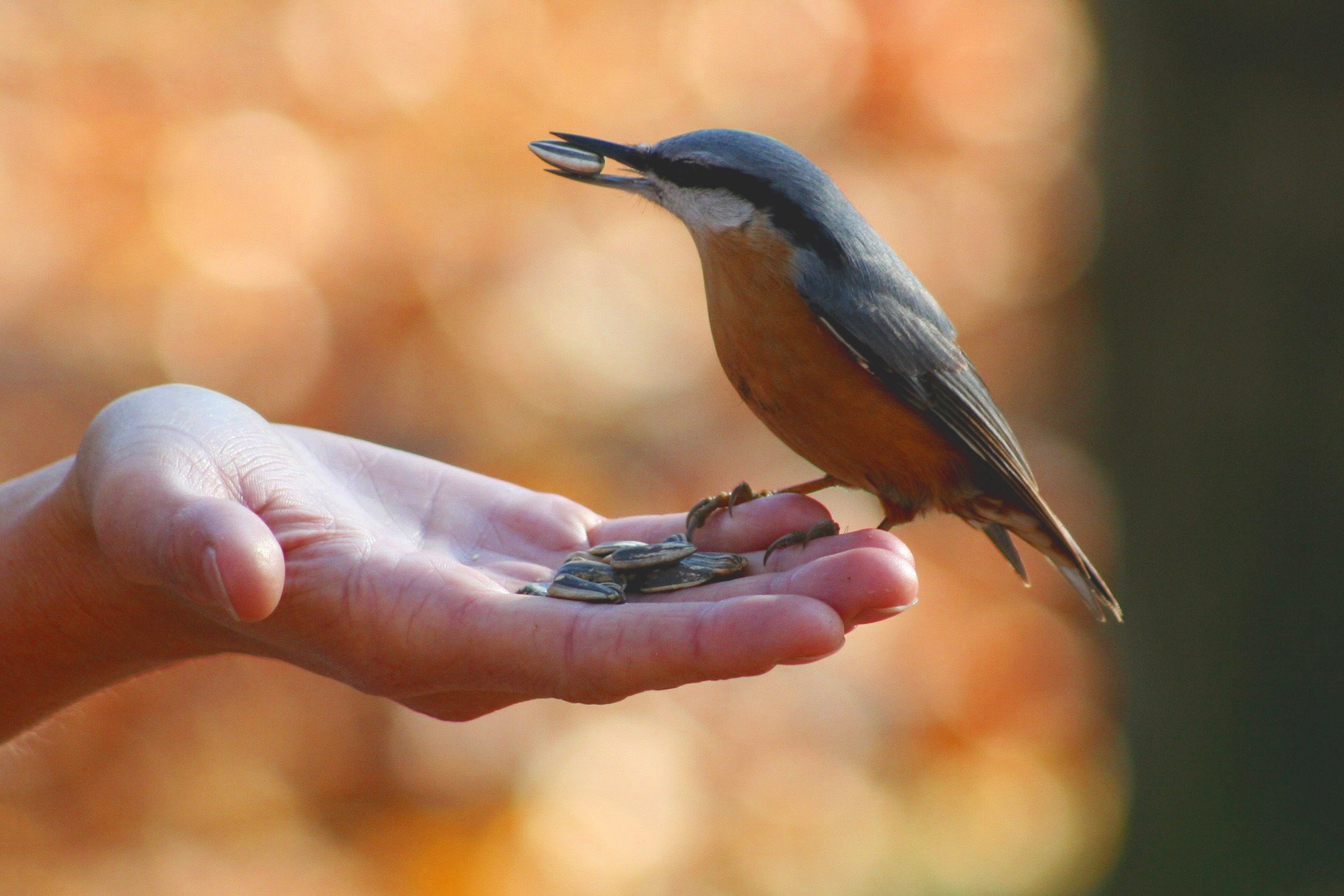
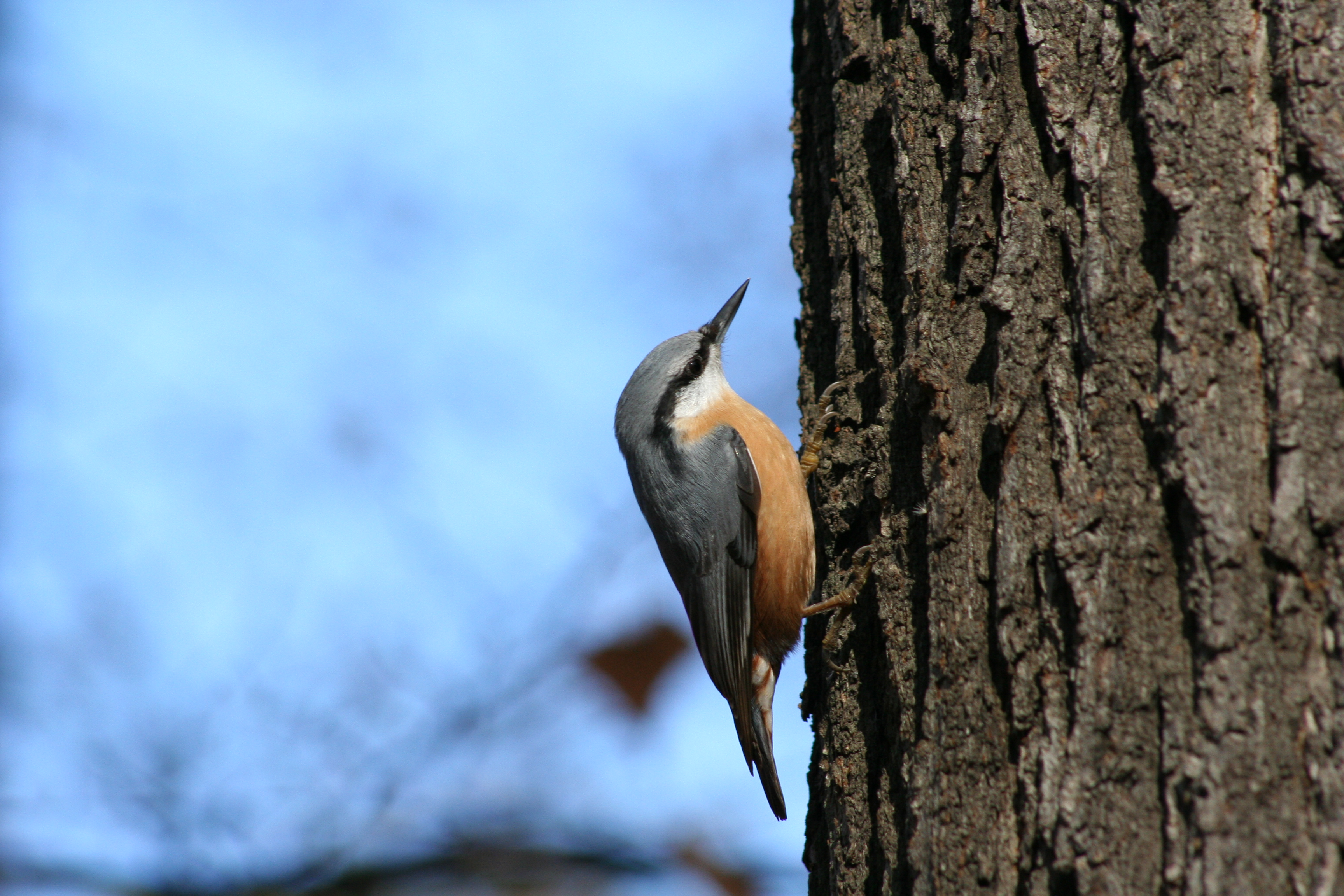
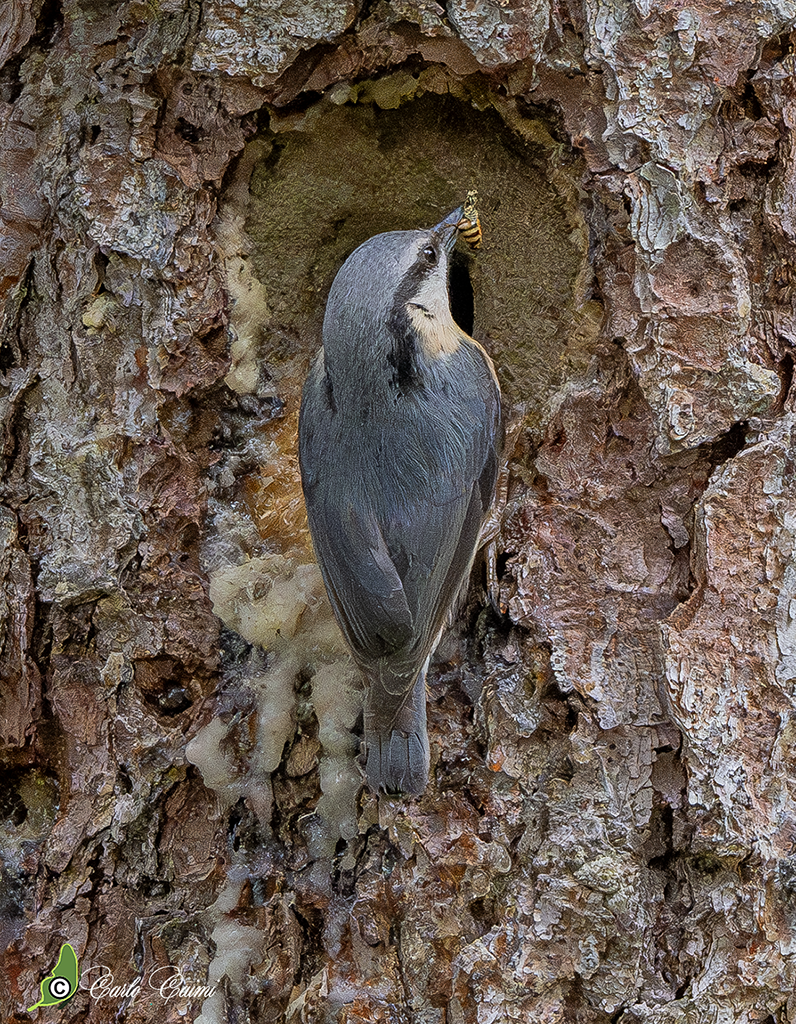
Picchio muratore (Sitta europaea)